# Bundesautobahn 45
Die Bundesautobahn 45 (Abkürzung: BAB 45) – Kurzform: Autobahn 45 (Abkürzung: A 45) – ist eine deutsche Autobahn, die von Dortmund über Hagen, Siegen, Wetzlar, Gießen und Hanau nach Aschaffenburg verläuft. Sie ist auf ihrer gesamten Länge Bestandteil der Europastraße 41 und wird aufgrund ihres Streckenverlaufs auch als Sauerlandlinie bezeichnet. Zwischen dem Kreuz Olpe-Süd und der AS Wetzlar Ost ist die A 45 außerdem Teil der Europastraße 40 und ersetzt auf diesem Teilabschnitt, (gemeinsam mit der B 49, B 429, A 480, A 5 und A 7) den fehlenden Abschnitt der A 4 zwischen Kreuztal-Krombach und dem Kirchheimer Dreieck.
Sie wurde in den 1960er Jahren als zweite Verbindung zwischen dem Ruhrgebiet und Süddeutschland gebaut und war die erste neu gebaute Autobahnstrecke nach dem Zweiten Weltkrieg, die nicht auf Reichsautobahn-Planungen zurückging. Die Linienführung quer über die Berge des Sauer- und Siegerlands machte erstmals den Bau zahlreicher Talbrücken nötig. Weitere Neuerung im Vergleich zu den Autobahnen der 1930er Jahre war das verstärkte Einrichten zusätzlicher Fahrspuren an Steigungsstrecken. Sie wird wegen ihrer – der Topografie angepassten – Linienführung über die Berghöhen des Sauer- und Siegerlandes und der damit verbundenen Notwendigkeit entsprechend vieler Brückenbauwerke auch Königin der Autobahnen genannt. Seit 2016 ist bekannt, dass alle 60 großen Talbrücken der BAB 45 aufgrund ihres baulichen Zustandes ersetzt werden müssen.

## Streckenverlauf
Die Bundesautobahn 45 beginnt am Kreuz Dortmund-Nordwest, wo sie an die BAB 2 (Ruhrgebiet–Berlin) angebunden ist. Da früher eine Weiterführung der Autobahn bis nach Olfen geplant war und als Bundesstraßenneubau nach wie vor geplant ist, ist dieser Knotenpunkt bereits mit Vorleistungen eines kompletten Autobahnkreuzes ausgebaut. Die Autobahn führt zunächst durch das dicht besiedelte Gebiet am westlichen Dortmunder Stadtrand und den Ruhrgebietstädten Castrop-Rauxel und Witten entlang und bildet zusammen mit den Bundesautobahnen BAB 1 und 2 den Dortmunder Autobahnring. In diesem Bereich werden die das Ruhrgebiet querenden Bundesautobahnen 42, 40 und 448 sowie die autobahnähnlich ausgebaute B 54 gekreuzt. Mit Ausnahme der Anschlussstelle Dortmund-Eichlinghofen sind alle Anschlüsse als höhenfreie Autobahnkreuze in Kleeblattform ausgebaut.
Im südlichen Dortmunder Stadtrand wird das Ardeygebirge erreicht und die Landschaft wird hügeliger. Am Westhofener Kreuz bei Schwerte wird die BAB 1 (Fehmarn–Hamburg–Bremen–Köln–Saarbrücken) angebunden und der Dortmunder Autobahnring somit verlassen. Auf zwei langen Brückenbauwerken wird zunächst die Ruhr, dann die Lenne überquert und anschließend am Kreuz Hagen die BAB 46 gekreuzt, die in westliche Richtung direkt ins Stadtzentrum von Hagen führt. Südlich von Hagen beginnt der langgestreckte Aufstieg ins Sauerland bis Lüdenscheid, der einen beträchtlichen Höhenunterschied aufweist. Zwischen Lüdenscheid und Meinerzhagen erreicht die Autobahn den mit 532,6 m ü. NN höchsten Punkt der gesamten Strecke. Dieser liegt rund 1,2 km nordnordwestlich des Berges Rothenstein (600 m ü. NN). Insgesamt weist der rund 36 km lange Abschnitt zwischen Hagen und Meinerzhagen einen Höhenunterschied von insgesamt 426 m auf, der nachfolgende von Meinerzhagen bis Olpe einen von 180 m. Am Kreuz Olpe-Süd kreuzt die BAB 45 die BAB 4 in ihrem westlichen Teilstück (Aachen–Köln–Krombach), das viele Jahre hier seinen östlichen Endpunkt hatte.

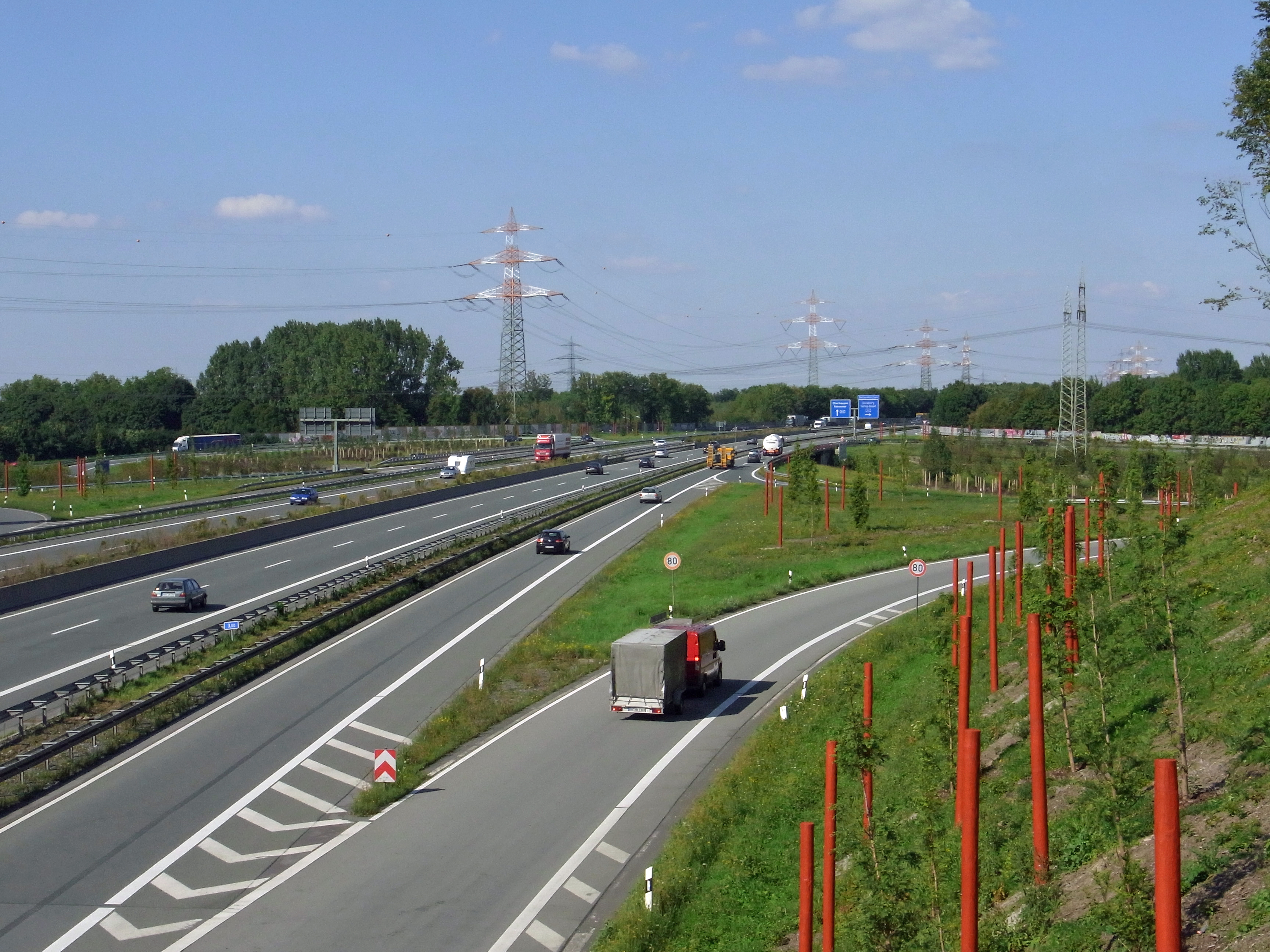
Am Kreuz Castrop-Rauxel-Ost mit der BAB 42, einige Kilometer südlich des Autobahnbeginns
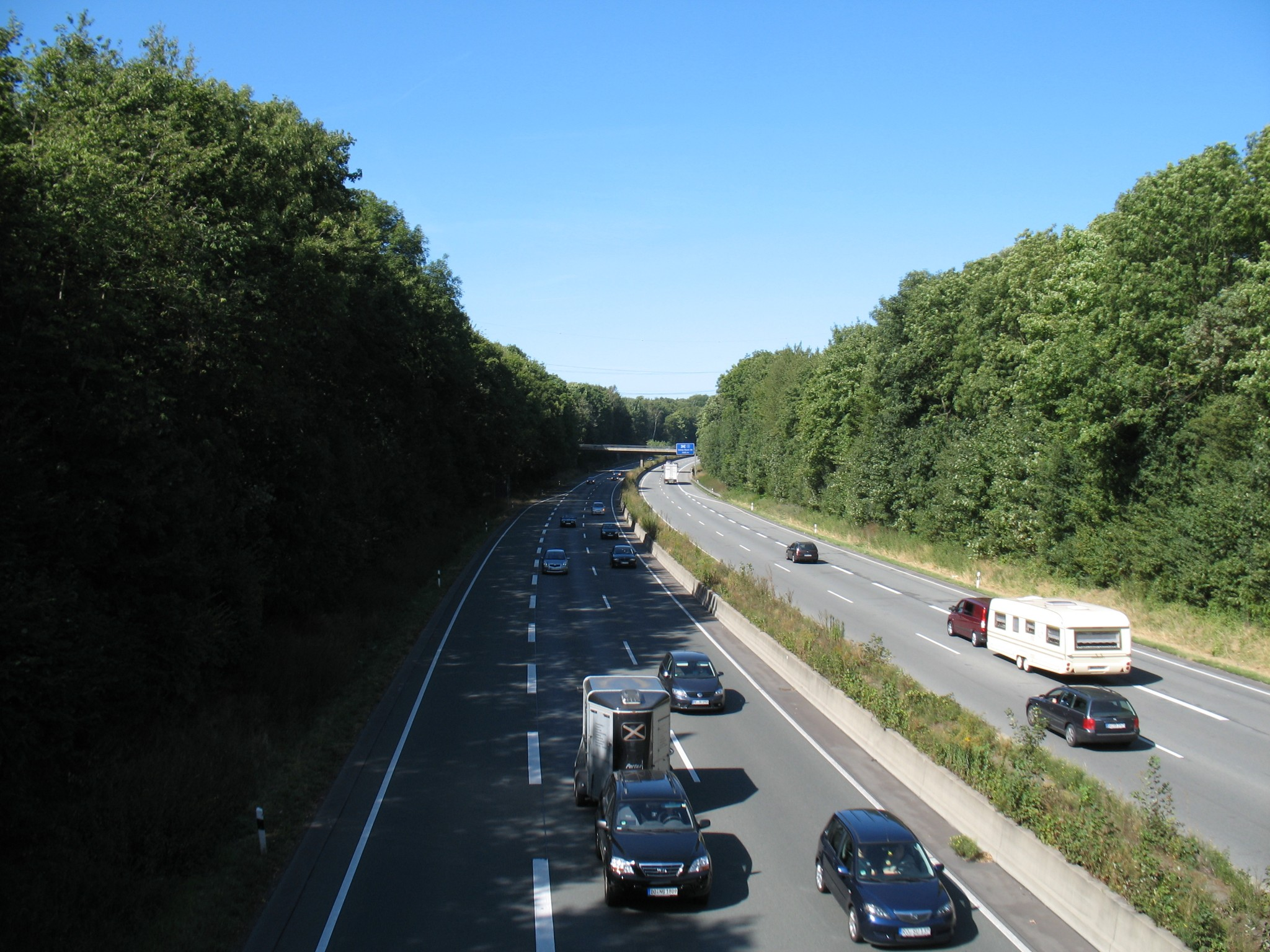
Im südlichen Stadtgebiet von Dortmund
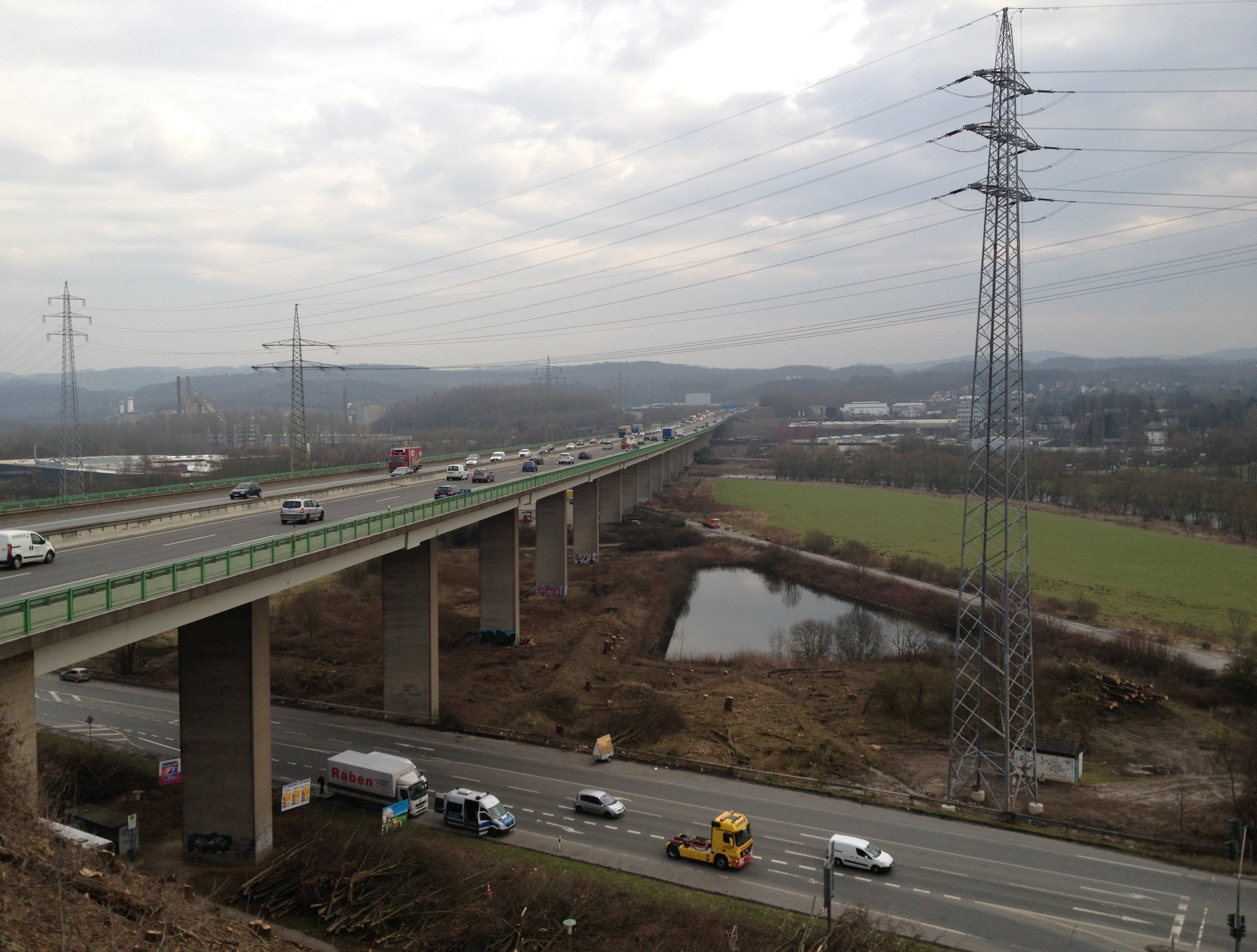
Lennetalbrücke bei Hagen
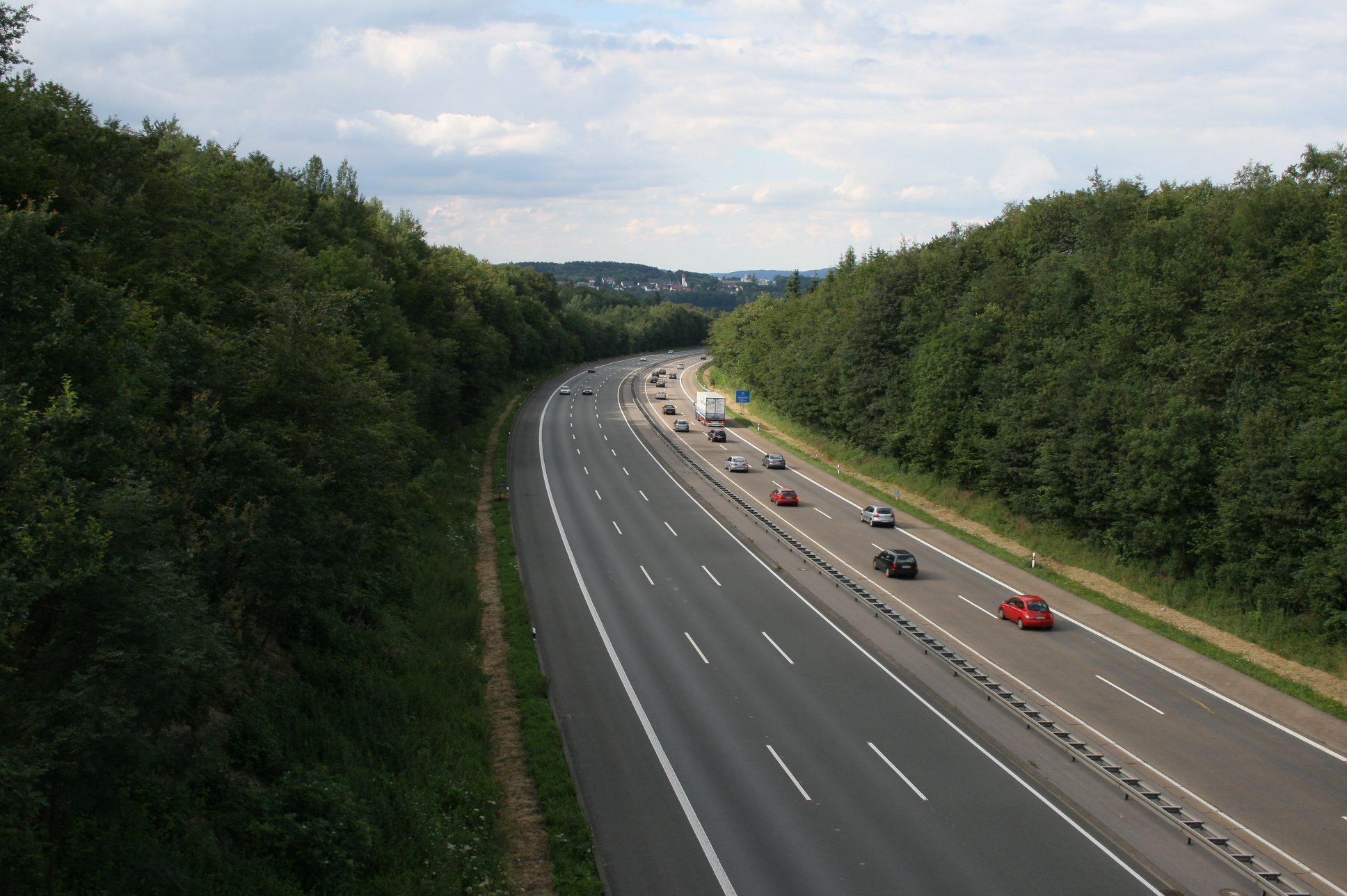
Im Sauerland bei Lüdenscheid
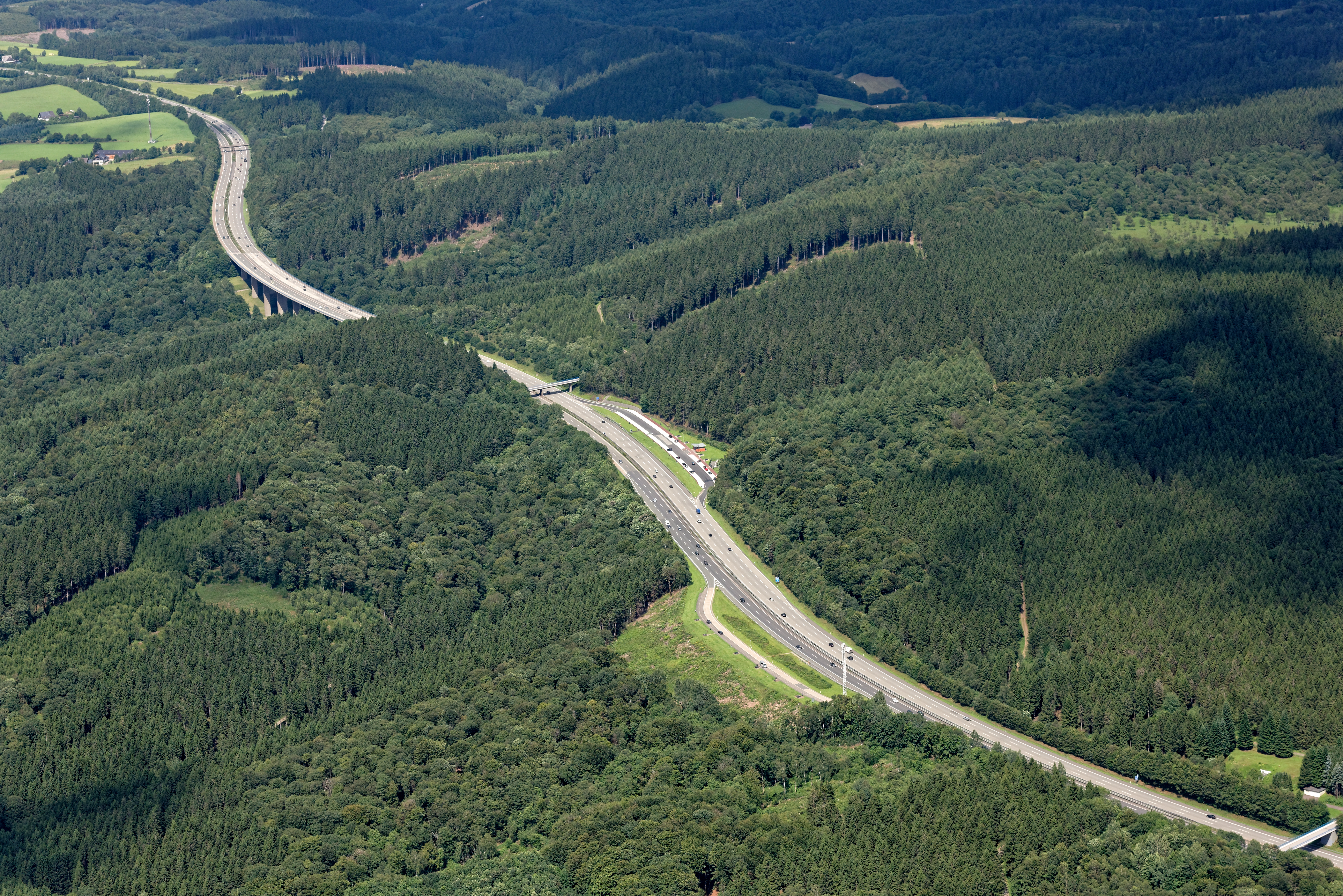
Streckenführung zwischen Lüdenscheid und Meinerzhagen

Südlich von Olpe wird das Sauerland verlassen und das Siegerland erreicht. Auf Höhe von Siegen, dem Oberzentrum Südwestfalens und der größten Stadt entlang der BAB 45 zwischen Ruhrgebiet und Aschaffenburg, befindet sich mit der 106 m hohen Siegtalbrücke die höchste Brücke entlang der gesamten Autobahnstrecke. Anschließend beginnt eine weitere Steigungs- bzw. Gefällstrecke. Diese weist auf einer Länge von 16 km einen Höhenunterschied von 180 m auf und hat ihren höchsten Punkt bei 504,55 m ü. NN an der Wasserscheide zwischen den Flüssen Lahn und Sieg am Berg Kalteiche, kurz hinter der Grenze zum Bundesland Hessen. Auf hessischer Seite folgt die Autobahn dann dem Dilltal entlang von Haiger über Dillenburg und Herborn bis Wetzlar. Das Wetzlarer Kreuz bindet ein kurzes Stück der BAB 480 an und ist aufgrund der Topografie sowie in Voraussicht auf steigende Verkehrsmengen beim ehemals geplanten Weiterbau der Autobahn nach Koblenz als einziges in Deutschland in der Form eines Malteserkreuzes errichtet worden.
Östlich von Wetzlar wird die Lahn überquert und somit das Mittelgebirgsland verlassen sowie die weitgehend flache Wetterau erreicht. Das Gießener Südkreuz schließt die A 485 an, die heute in erster Linie als Zubringer nach Gießen und darüber hinaus als autobahnähnlich ausgebaute B 3 nach Marburg oder in südliche Richtung nach Butzbach dient. Sie ist ein Teilstück der ehemals geplanten südlichen Verlängerung der A 49 bis nach Darmstadt.

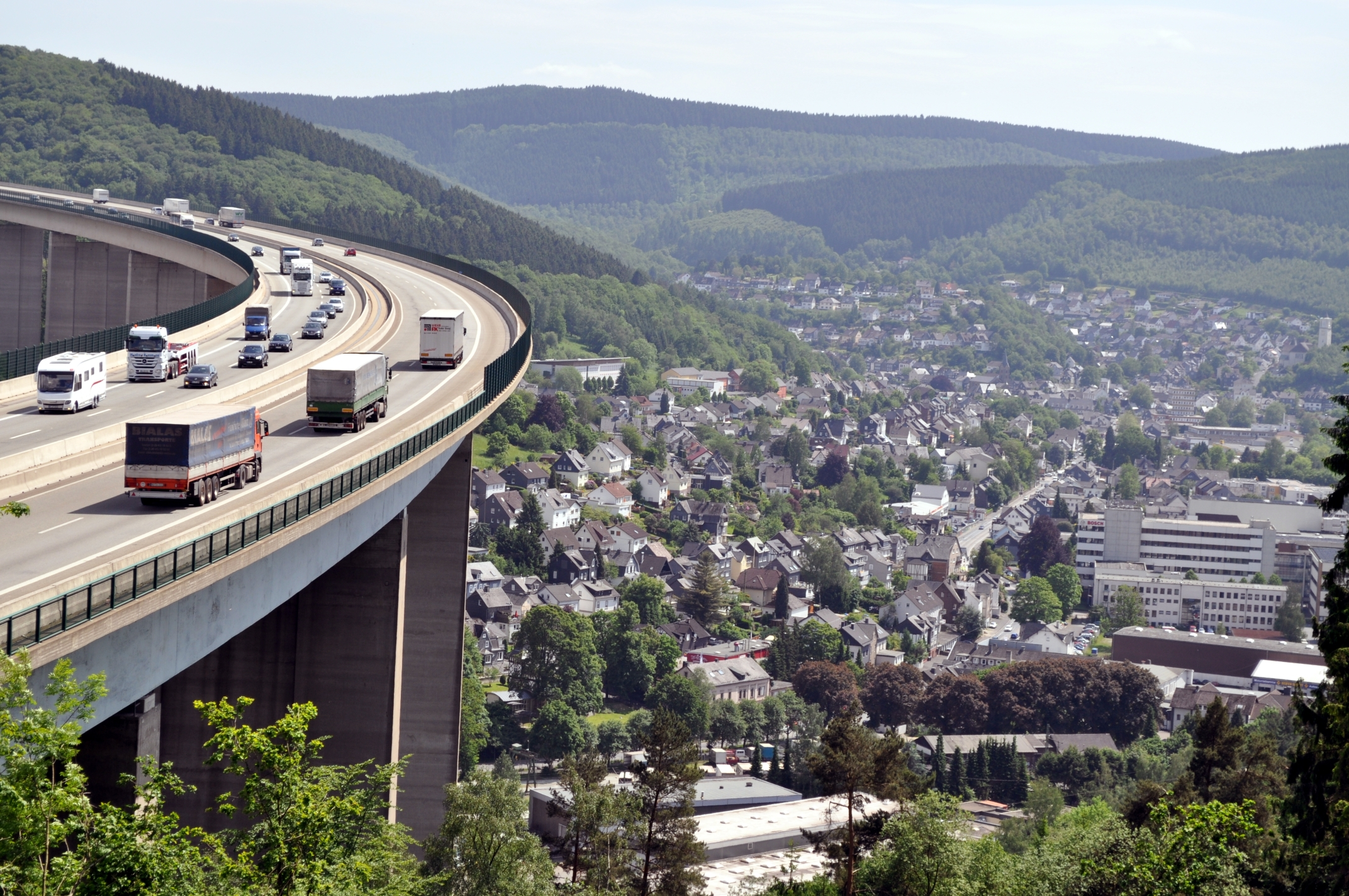
Siegtalbrücke und Siegen-Eiserfeld
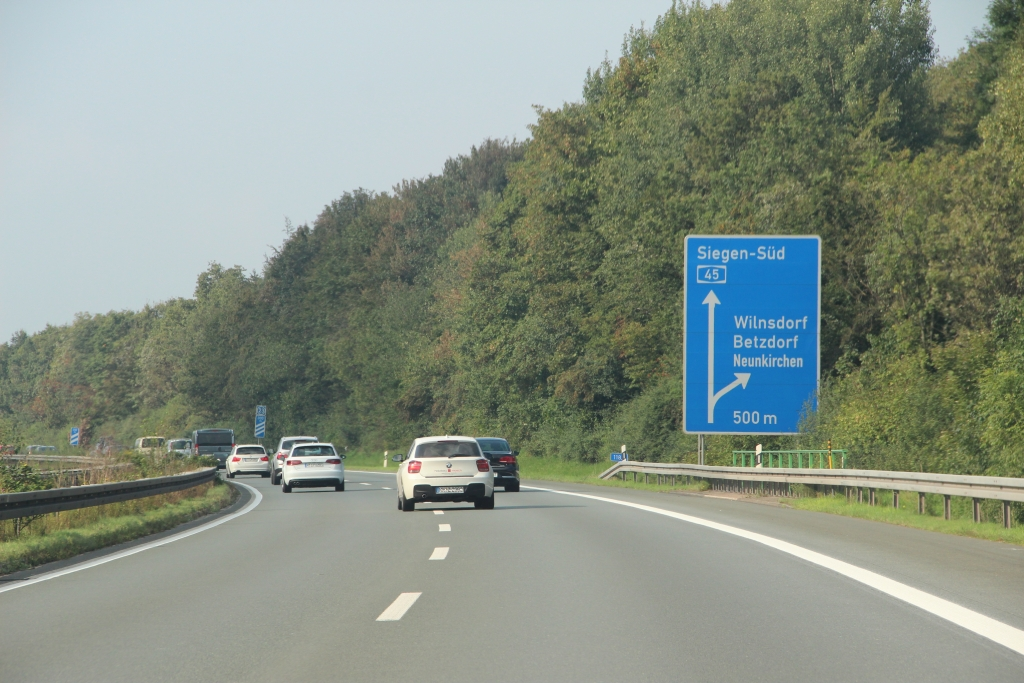
Bei Wilnsdorf südlich von Siegen
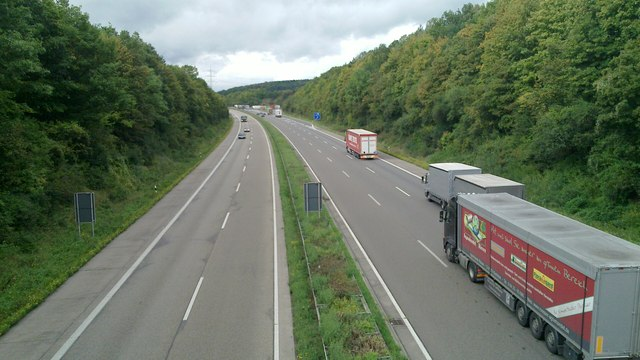
Östlich von Wetzlar
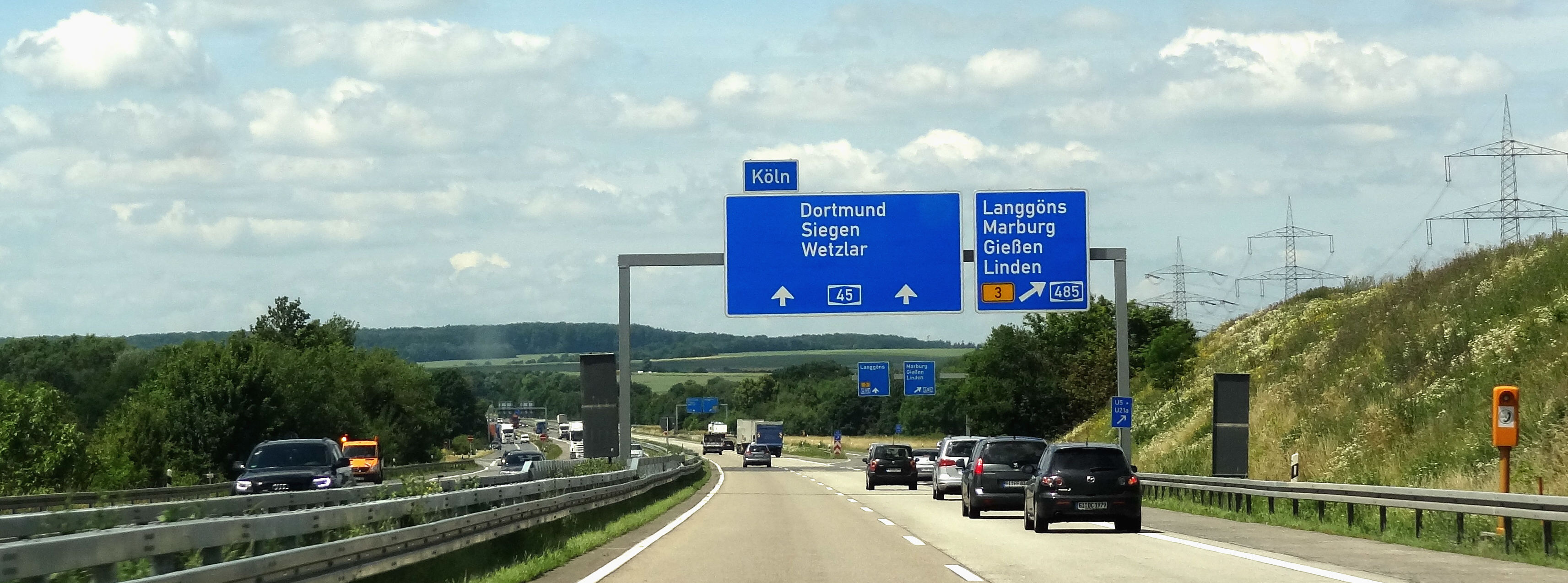
Am Gießener Südkreuz

Etwa 9 km weiter folgt das Gambacher Kreuz mit der BAB 5, das einige Jahre der Endpunkt der BAB 45 war. Beim Bau der Autobahn in den 1960er Jahren waren nur die langen, zweistreifigen Überleitungen in südliche Richtung (Frankfurt am Main) befahrbar, jedoch die Vorleistungen für einen Weiterbau der BAB 45 bereits vorhanden. Bei Eröffnung dieser Fortsetzung im Jahr 1978 wurden jedoch keine Verbindungen aus Dortmund kommend in nördliche Richtung und umgekehrt ausgeführt. Dies hat bis heute zur Folge, dass der aus westlicher Richtung kommende Verkehr für diese Relation die Bundesautobahnen 485 und 480 zum Reiskirchener Dreieck nutzen muss, um in Richtung Kassel gelangen zu können. Diese Verbindung dient auch als Ersatz für den nie ausgeführten Lückenschluss der BAB 4 zwischen Krombach und dem Kirchheimer Dreieck.
Die Fortsetzung der Autobahn bis Hanau wird aufgrund der durchquerten Landschaft auch Wetteraulinie genannt und weist eine Besonderheit auf: Kurz nachdem die Verbindungsfahrbahnen zur BAB 5 in Richtung Frankfurt am Main abzweigen, besitzt die Autobahn einen überbreiten Mittelstreifen. Dieser stellt ein Überbleibsel aus der Zeit dar, als die Autobahn über ihren heutigen Endpunkt hinaus bis in den Stuttgarter Raum verlängert werden sollte. Es handelt sich um Vorleistungen für einen sechsstreifigen Ausbau, der durch das nachträgliche Anbringen eines weiteren Fahrstreifens auf der in Fahrtrichtung jeweils linken Fahrbahnseite ermöglicht werden konnte. Die BAB 45 führt nun abwechselnd durch weites, landwirtschaftlich geprägtes Gebiet und einige größere Waldgebiete, anschließend am westlichen Rand des Vogelsbergs entlang. Am Langenselbolder Dreieck kurz vor Hanau trifft sie auf die BAB 66 nach Fulda und beide Autobahnen führen bis zum nachfolgenden Hanauer Kreuz, wo die BAB 66 nach Frankfurt am Main sowie die B 43a nach Darmstadt abzweigt, auf einer gemeinsamen, achtstreifig ausgebauten Trasse.
Hinter dem Hanauer Kreuz führt die Autobahn durch die Bulau und quert die Grenze zu Bayern. Etwa 13 km der nachfolgenden Strecke liegen im Freistaat. Sie führt an Alzenau vorbei am westlichen Rand des Spessarts entlang. Auf der Mainbrücke Mainflingen wechselt die BAB 45 wieder nach Hessen und endet am Seligenstädter Dreieck, das bereits als Bauvorleistung für die mittlerweile verworfene Verlängerung durch den Odenwald nach Stuttgart als vollständiges Kreuz errichtet worden war, an der BAB 3 (Emmerich–Ruhrgebiet–Frankfurt–Nürnberg–Passau).

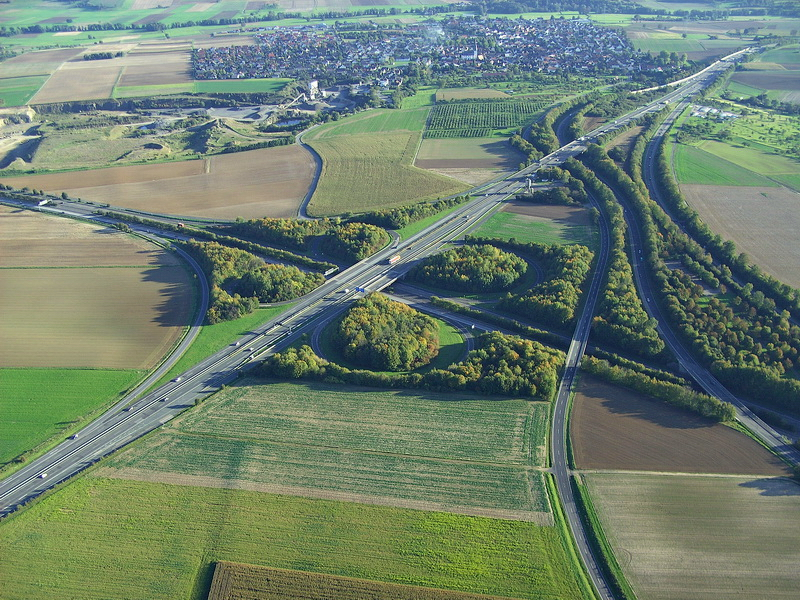
Gambacher Kreuz
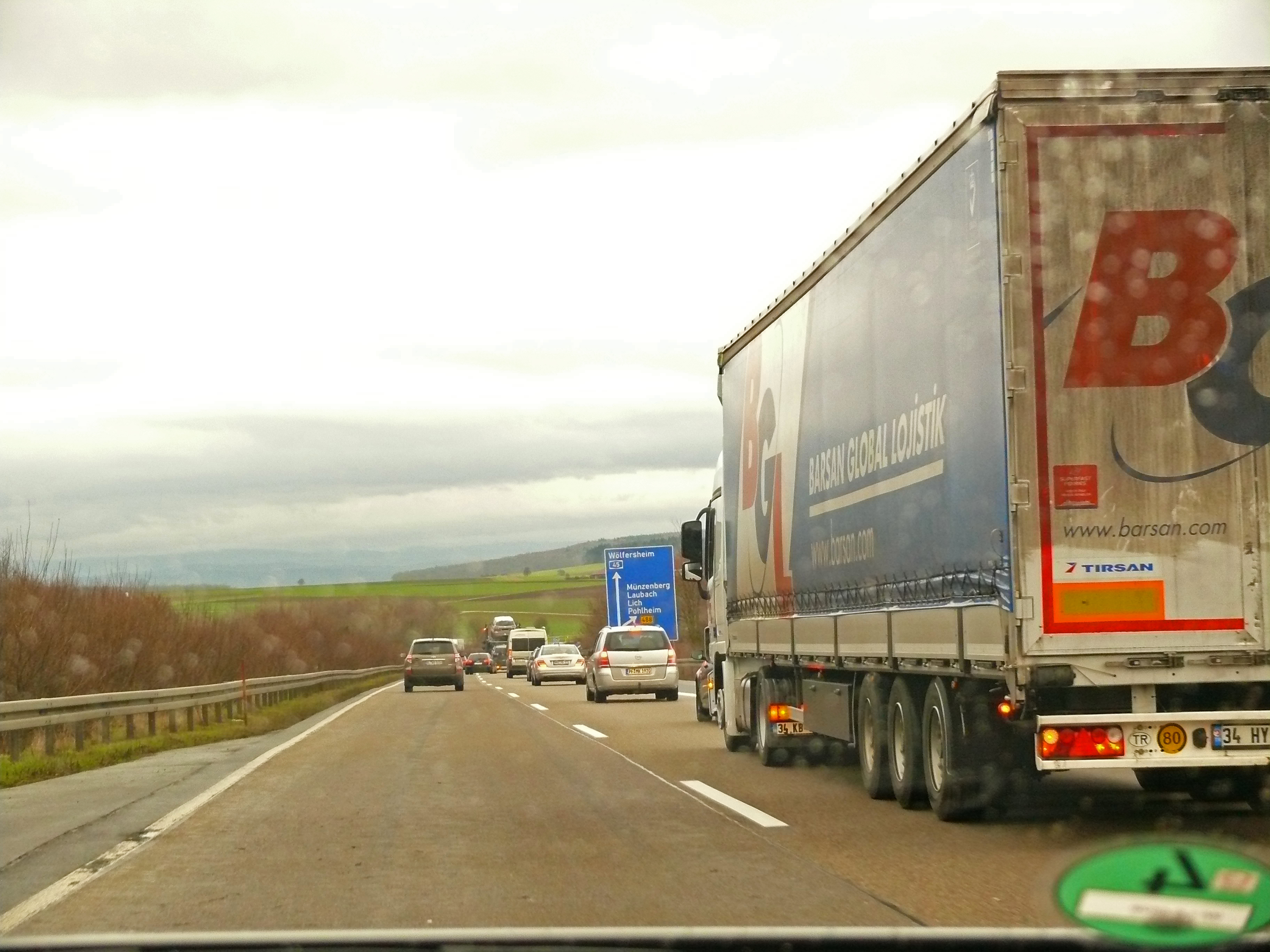
In der Wetterau bei Münzenberg
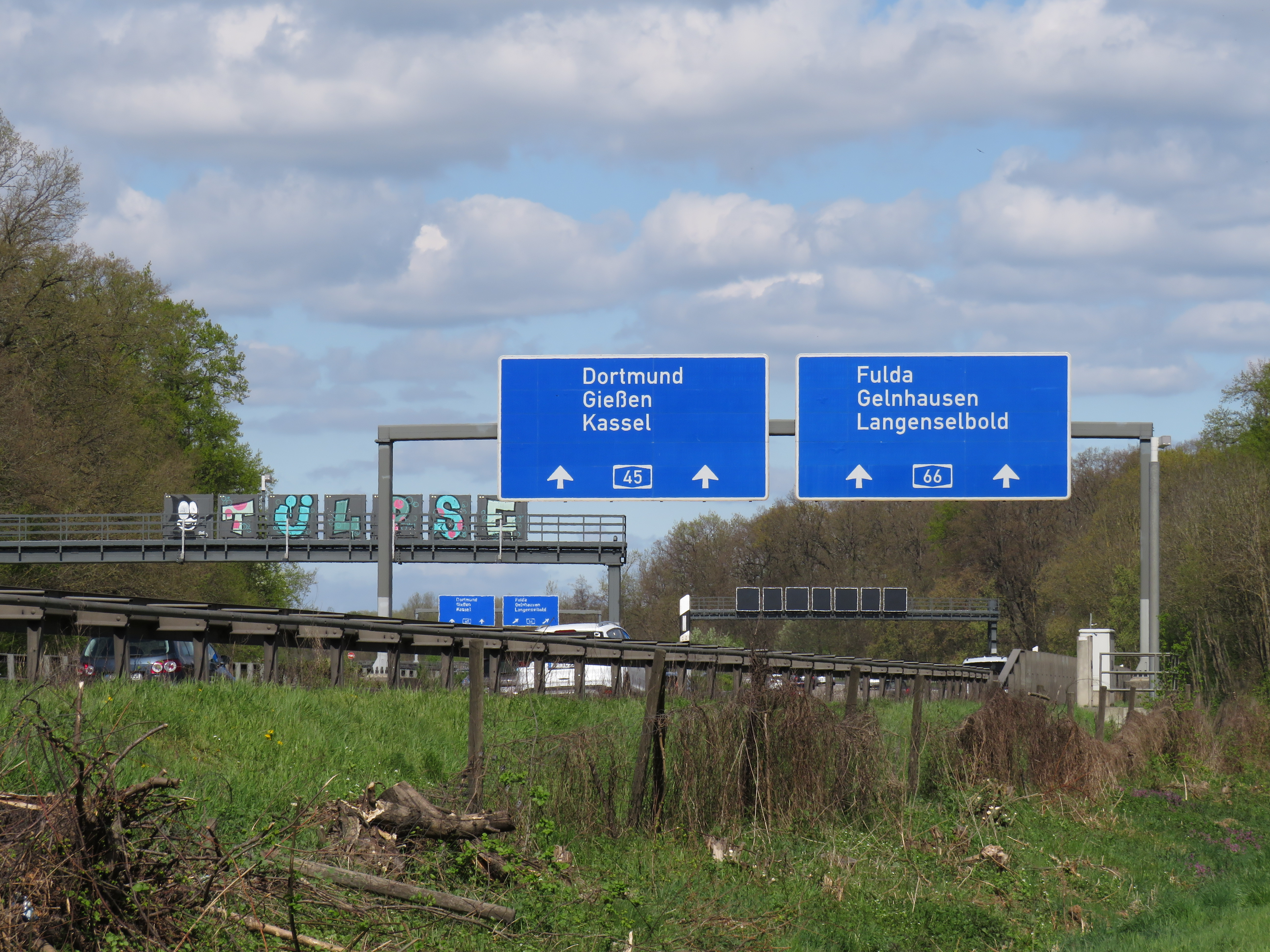
Auf der gemeinsamen Trasse mit der BAB 66 bei Langenselbold
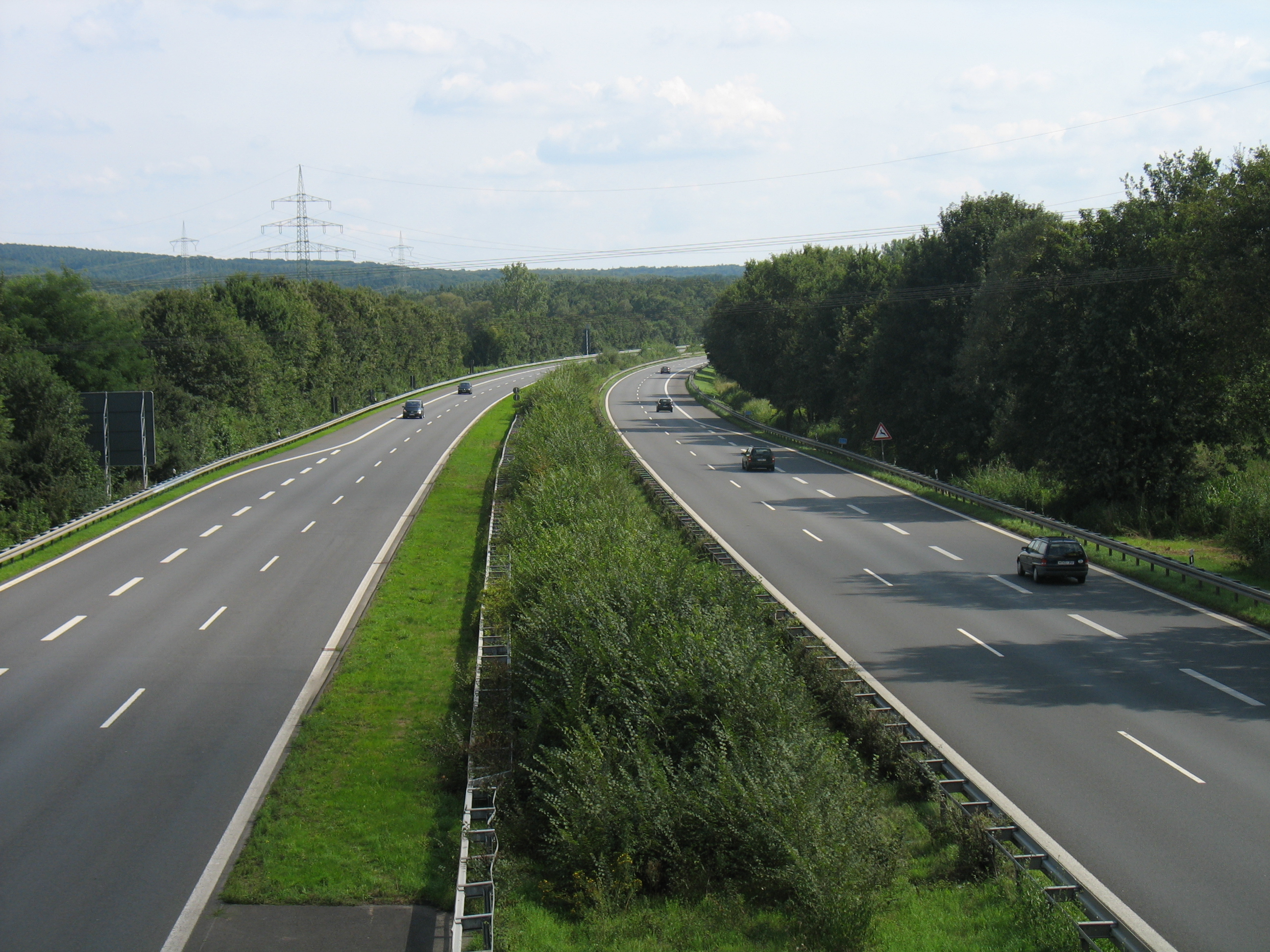
Überbreiter Mittelstreifen bei Karlstein

## Geschichte
Pläne für eine Autobahnanbindung der Region zwischen Ruhrgebiet, Sauerland, Westerwald und Mittelhessen gab es zwar vereinzelt schon in Reichsautobahn-Plänen, konkrete Planungen wurden allerdings erst nach dem Krieg in den 1950er Jahren durchgeführt, um eine zweite leistungsfähige Verbindung zwischen dem Ruhrgebiet und Süddeutschland zu schaffen, die die bestehende Strecke Frankfurt–Köln entlasten sollte. Zusätzlich konnten die Industriegebiete um Siegen, Dillenburg und Wetzlar, damals wichtige Standorte der Stahlindustrie, von einer Autobahnanbindung profitieren. 1966 wurde das erste längere, 1971 das letzte Teilstück zwischen Dortmund und Gießen dem Verkehr übergeben, woraufhin die Fortsetzung über Hanau nach Aschaffenburg in Angriff genommen wurde. Eine geplante Verlängerung nach Süden durch den Odenwald, über den Heilbronner Raum und anschließender Nordostumfahrung der Region Stuttgart mit Ende an der Autobahn Karlsruhe–München bei Kirchheim unter Teck wurde allerdings aufgegeben.

### Zeit des Nationalsozialismus: Erste Planungen
Eine Autobahnverbindung zwischen dem östlichen Ruhrgebiet, Siegen und Gießen erschien bereits auf Reichsautobahn-Streckenplänen aus der Zeit des Nationalsozialismus. Auf einer Netzkarte von 1940 ist unter der Betriebsstreckennummer 55 eine geplante Autobahn von der damals in Bau befindlichen Ruhrtangente Dortmund–Köln zur damals bereits fertiggestellten Reichsautobahn Bad Hersfeld–Frankfurt (bereits 1926 durch den HaFraBa e. V. geplant und ab 1933/34 gebaut) eingezeichnet. Bei Siegen war ein Kreuz mit einer damals ebenfalls eingezeichneten, geplanten Querverbindung aus dem Kölner Raum über Siegen nach Kassel vorgesehen. Eine weitere geplante Verbindung sollte westlich von Gießen in den Koblenz-Limburger Raum führen. Hauptanliegen war damals die Anbindung der Schwerindustrie im Hüttental bei Siegen sowie im westlichen Mittelhessen um Dillenburg und Wetzlar an das Netz der Reichsautobahnen. Aufgrund des Zweiten Weltkrieges kam es zu keiner Inangriffnahme mehr, zumal ab 1942 jegliche Bautätigkeit im Straßennetz eingestellt wurde.
Unmittelbar nach Ende des Zweiten Weltkriegs mussten zunächst zahlreiche Kriegsschäden im Bestandsnetz beseitigt werden, bei denen es sich zumeist um Brücken handelte, die von der Wehrmacht im Zuge des Vorrückens alliierter Streitkräfte gesprengt wurden. Erst in den 1950er Jahren konnte in der 1949 auf dem Gebiet der westalliierten Besatzungsmächte gegründeten Bundesrepublik Deutschland der Autobahnbau wieder aufgenommen werden, während in der sowjetischen Besatzungszone bzw. der späteren DDR der Autobahnneubau faktisch zum Erliegen kam. Zuerst wurden Strecken, mit deren Bau bereits unter den Nationalsozialisten begonnen wurde, die aufgrund des Kriegsausbruches allerdings nicht mehr fertiggestellt werden konnten, zu Ende gebaut. Vorerst betraf dies die Strecken Dortmund–Köln, Aachen–Köln, Mannheim–Saarbrücken, Karlsruhe–Basel und Frankfurt–Nürnberg, sodass diese bis Anfang der 1960er Jahre dem Verkehr übergeben wurden.

### 1950er Jahre: Wiederaufnahme der Planungen
Schnell zeigte sich durch den zunehmenden Verkehr, dass die größtenteils noch aus der Vorkriegszeit stammende Nord-Süd-Strecke Ruhrgebiet–Köln–Frankfurt am Main, sowie auch die erst nach dem Krieg vollendete Ruhrtangente Kamen–Leverkusen/Köln bereits an ihrer Kapazitätsgrenze angekommen waren, weshalb eine zweite Nord-Süd-Verbindung zwischen Ruhrgebiet und Rhein-Main-Gebiet in den Fokus der Verkehrsplaner kam. Die Wiederaufnahme der Streckenplanungen zu dieser Verbindung wurden 1957 unter dem damaligen Bundesverkehrsminister Hans-Christoph Seebohm durch fünf Neubauämter (vier in Nordrhein-Westfalen, eines in Hessen) durchgeführt.
Zunächst wurde geprüft, ob der Straßenneubau als Autobahn oder Kraftfahrstraße realisiert werden sollte. Auch der Bau zunächst nur einer Richtungsfahrbahn, die bei Bedarf um eine zweite Fahrbahn erweitert werden kann, wurde ins Auge gefasst. Nähere verkehrswirtschaftliche Untersuchungen des Ingenieurbüros Kock aus dem Jahr 1958 empfahlen den Bau der Straßenverbindung als von Beginn an vollwertig ausgebaute, vierstreifige Autobahn. Zwar wurden auch Überlegungen für einen Regelquerschnitt mit sechs Streifen angestellt, aufgrund höherer Kosten entschied man sich jedoch dagegen.
Bezüglich des genauen Trassenverlaufs wurden zahlreiche Varianten geprüft und wieder verworfen. Schnell zeigten sich die Herausforderungen der Trassierung in bergigem Gebiet, zumal die wenigen in Nord-Süd-Richtung verlaufenden Täler des Sauer- und Siegerlandes keinen Platz mehr für eine Autobahn boten. Varianten, die etwa eine Durchquerung des Siegtals und eine nordöstliche Umfahrung von Gießen enthielten, wurden wieder zurückgestellt. Gewissermaßen ein Abfallprodukt dieser Variante ist die Anfang der 1970er Jahre gebaute Hüttentalstraße in Siegen.
Man entschied sich schlussendlich, die Autobahn von Hagen aus über eine lange Steigung bis Lüdenscheid auf die Höhen des Sauerlandes zu führen und anschließend eine Strecke entlang des Gebirgskammes bis nach Siegen zu erstellen. Hinter Siegen sollte dann ein erneuter Aufstieg zur Kalteiche und anschließend der Abstieg zunächst ins Haigerbach-, dann ins Dilltal folgen. Entlang des westlichen, dann östlichen Hangs erreicht sie dem Tal entlang die Stadt Wetzlar, überquert die Lahn und erreicht den Gießener Raum am Rand der weitgehend flachen Wetterau, wo sie an der Autobahn Hamburg–Frankfurt–Basel aus der Vorkriegszeit endet.
Die 1955 entwickelte Bauanweisung für Bundesautobahnen, Querschnittsgestaltung (BBA-Q) griff zahlreiche neue Erkenntnisse des Straßenbaus auf, die insbesondere in den USA gemacht wurden, zumal seit 1942 keine neuen Autobahnen mehr in Deutschland gebaut wurden. Unter Hans Lorenz, von 1950 bis 1955 stellvertretender Leiter des Autobahnbauamtes Nürnberg, wurden neue Richtlinien für den Bau neuer Autobahnen entworfen. Erstmals kamen diese beim Bau der schon vor dem Krieg begonnenen Spessartlinie Frankfurt–Nürnberg Ende der 1950er bis Anfang der 1960er Jahre zur Anwendung. Waren die Reichsautobahnen mit einem standardisierten Querschnitt vom 24 m ausgeführt, der 1939 im Zuge der Einführung von Standstreifen auf 28,50 m erweitert wurde, setzte man den Regelquerschnitt für Neubaustrecken auf 31 m herauf (RQ 31). Auf Steigungen von über 4 % und der bei Reichsautobahnen noch üblichen Anwendung von langen Geraden in Folge mit relativ engen Kurven wurde von nun an verzichtet, weshalb die Autobahnen der Nachkriegszeit eine meist leicht geschwungene Linienführung aufweisen, zumal lange Geraden auf den Autofahrer eintönig und ermüdend wirken.
Auch der Erd- und Brückenbau hatte mittlerweile große Fortschritte gemacht: Neue Großgeräte ermöglichten eine wirtschaftlichere Arbeitsweise zum Aushub großer Erdmassen, wodurch die Trassenführung unabhängiger von etwaigen Hindernissen gestaltet werden konnte. Außerdem wurde durch neue Techniken beim Großbrückenbau der Entschluss erleichtert, weite Täler mit längeren Talbrücken zu queren und nicht auszufahren, was zusätzliche Steigungs- und Gefällestrecken und damit Unfallschwerpunkte vermied.
Bei den Planungen der Sauerlandlinie kamen die neu entworfenen und bei Fertigstellung der kriegsbedingt unfertigen Vorkriegsstrecken erprobten Konzepte erstmals bei einer völlig neu geplanten Trasse zur Anwendung.

### 1960er Jahre: Bau derSauerlandlinieDortmund–Gießen

#### Findung der Linienführung
Die zum Bau bestimmte Linienführung wurde mit ihrem Beginn an der Autobahn Ruhrgebiet–Berlin festgelegt, sodass der Dortmunder Stadtkern westlich und südlich umfahren wird. Zusammen mit dieser und der Ruhrtangente Dortmund–Köln bildet sie einen Autobahnring um Dortmund. Vom Abzweig bei Castrop-Rauxel-Ickern nahe der nordwestlichen Dortmunder Stadtgrenze bis zum Kreuz mit der Ruhrtangente bei Schwerte-Westhofen ist der Verlauf vom dicht bebauten und industrialisierten östlichen Ruhrgebiet geprägt. Bei der Trassierung musste auch Rücksicht auf Bergbaugebiete im Bereich des Ardeygebirges sowie Platz für Anschlüsse an bereits damals vierspurig ausgebaute Verbindungsstraßen genommen werden. Die meisten Anschlussstellen im Dortmunder Gebiet sind daher als planfreies Kleeblatt-Kreuz ausgeführt worden.
Nach Überquerung zunächst der Ruhr-, dann des Lennetals zwischen Dortmund und Hagen beginnt südlich der Lenne die eigentliche Gebirgstrasse. Der Aufstieg vom Lennetal bei Hagen mit 100 m ü. NN bis Lüdenscheid auf 410 m ü. NN führt längs dem Kamm des Höhenrückens zwischen Volme- und Lennetal, wobei die Steigung eine Gradiente von 4 % aufweist. Der östlichen Umgehung der Stadt Lüdenscheid folgend erreicht die Trasse das Ebbegebirge, wo nach einem weiteren Anstieg der höchste Punkt der gesamten Strecke erreicht wird. Dieser liegt auf 532 m ü. NN.
Ein Problem, das sich an der Ruhrtangente (Kamen–Leverkusen) ergab, waren die seitlichen Kriechspuren an Steigungsstrecken, die dem langsameren LKW-Verkehr vorbehalten waren. So mussten auch unbeladene Lastwagen, obwohl sie oftmals eine höhere Geschwindigkeit erreichten als kleinere PKWs, diese Spuren benutzen. An Wochenenden, an denen aufgrund des seit 1956 geltenden Wochenendfahrverbots für LKW mehr PKW-Verkehr herrschte, blieben diese Spuren unbenutzt. Eine Ausschilderung, die die Benutzung der Spuren auch PKWs ermöglicht hätten, gab es meistens nicht. Beim Bau der Sauerlandlinie wurden daher erstmals keine Kriechspuren mehr verwendet, stattdessen wurden in Steigungsbereichen gleich drei reguläre Fahrspuren für eine Fahrtrichtung ausgewiesen. Häufige Fahrstreifenwechsel vermied man, indem man bei kurz aufeinanderfolgenden Steigungsbereichen den dritten Fahrstreifen durchgängig weiterführte. Die Steigungsstrecke von Dortmund über Hagen und Lüdenscheid auf den Kamm des Ebbegebirges weist in südliche Richtung auf über 40 km Strecke durchgängig drei Fahrspuren auf. Zum Zeitpunkt der Fertigstellung war sie die längste dreistreifige Richtungsfahrbahn im deutschen Autobahnnetz. Trotz breiterer Trasse erhielten auch die dreistreifigen Fahrbahnen einen Standstreifen. Lediglich bei den Talbrücken wurde darauf verzichtet, um durch schmalere Ausführung des Bauwerkes Kosten zu sparen. Umgekehrt könnte durch Ummarkierung des Standstreifens auf den Talbrücken ein sechsstreifiger Ausbau ohne größere Eingriffe in die Bauwerksstruktur durchgeführt werden.
Insgesamt ein Drittel der Autobahn ist zwischen Dortmund und Gießen mit zusätzlichem Fahrstreifen pro Richtung ausgestattet, von denen sich der überwiegende Anteil in Nordrhein-Westfalen befindet. Auf hessischer Seite wurden dreispurige Richtungsfahrbahnen nicht in großem Umfang gebaut, da die Steigungsbereiche hier durch den unterschiedlichen Charakter der Landschaft weiter auseinander liegen und eine durchgehende dreispurige Fahrbahn aus wirtschaftlichen Gründen nicht verfolgt wurde.
Nach Querung des Ebbegebirges wird Meinerzhagen erreicht, anschließend dreht die Trasse in südöstliche Richtung nach Olpe, wo das Sauerland verlassen und das Siegerland erreicht wird. Auch auf den ca. 60 km zwischen Lüdenscheid und Siegen folgt die Autobahn größtenteils dem Gebirgskamm. Zur Überquerung des Siegtals wurde eine 106 m hohe und 1050 m lange Brücke gebaut, zum Bauzeitpunkt die höchste Autobahnbrücke in Nordrhein-Westfalen. Die Ausfahrung des Siegtals und der Bau einer 30 m hohen Brücke, die als Alternative zur realisierten Großbrücke zur Debatte stand, wurde aufgrund höherem Bauaufwands und damit verbundener Mehrkosten nicht verfolgt. Die Anbindung Siegens, Oberzentrum und größte Stadt der Region Südwestfalen, wurde aufgrund der Topografie über einen 5 km langen Zubringer angebunden, der nördlich der Siegtalbrücke von der Autobahn abzweigt und bei einem Höhenunterschied von rund 100 m im Stadtteil Eiserfeld Anschluss an die B 54 besitzt.
Südöstlich von Siegen folgt die Autobahntrasse erneut einer Steigungsstrecke, die bei einer Höhendifferenz von ca. 180 m auf eine Höhe von 504 m ü. NN führt. Dieser Punkt am Berg Kalteiche liegt auf der Wasserscheide zwischen Sieg und Lahn sowie in der Nähe der Landesgrenze von Nordrhein-Westfalen zu Hessen. Sah eine Planung aus den 1930er Jahren noch eine Führung der Reichsautobahn-Strecke 55 durch den Westerwald und damit rheinland-pfälzisches Gebiet vor, so entschied man sich bei Wiederaufnahme der Planungen nach dem Zweiten Weltkrieg für eine Führung am Hang des Dilltals hinab in Richtung Wetzlar.
Aufwändig war die Streckenführung im Bereich Dillenburg. Eine Variante, die Autobahn nach der zweiten Dillquerung durch einen Tunnel zu führen, war durch das ungeeignete Gestein und die geringe Überdeckung hinfällig. Stattdessen wurde eine über 900 m lange Talbrücke über das Dilltal bei Sechshelden und ein Anschluss an die B 277 in Form eines Zubringers mit zwei Dreiecken realisiert, wodurch die Autobahn relativ nah an der Stadt Dillenburg vorbei führt. Die Führung am westlichen Talhang machte einen relativ engen Kurvenradius von 600 m nötig. Anstelle von Tunneln wurde die Autobahn an einigen Stellen südlich Dillenburg im Einschnitt geführt.
Zwischen Herborn und Ehringshausen wird die Dill ein drittes Mal überquert und die Trasse folgt bis Wetzlar durchgehend am östlichen Talhang entlang. Bei Aßlar wurde als Vorleistung für die geplante Autobahn Koblenz–Gießen bereits ein vollwertiges Autobahnkreuz gebaut, an das eine nur wenige Kilometer lange Anschlussstrecke in Richtung Wetzlar bzw. Blasbach angebunden ist. Aufgrund der Topografie am Talhang und eines nahegelegenen Kalksteinbruchs war ein Bau als konventionelles Kleeblatt-Kreuz nicht möglich, weshalb alle Verbindungsrampen als Direktrampen zur Anschlussstrecke nach Wetzlar führen. Bis heute handelt es sich um das einzige vollwertige Malteserkreuz in Deutschland.
Östlich von Wetzlar wird die Lahn überquert und der Mittelgebirgscharakter der umgebenden Landschaft nimmt weiter ab. Der Anschluss an die Autobahn Kassel–Frankfurt wurde südlich von Gießen am Autobahndreieck Gambach realisiert, das bereits beim Bau als vollwertiges Autobahnkreuz mit Fortführung der Sauerlandlinie in Richtung Hanau gebaut wurde. Auch nach einer vorgesehenen Durchbindung bis in den Stuttgarter Raum war man davon ausgegangen, dass der meiste Verkehr aus Richtung Dortmund auf die Autobahn in Richtung Frankfurt wechselt. Daher wurden die Verbindungsrampen Dortmund–Frankfurt als zweistreifige Direktrampen ausgeführt. Aufgrund der geplanten Autobahn Koblenz–Gießen, die diese Verbindung darstellen soll, sind keine Rampen aus Richtung Dortmund in Richtung Kassel gebaut worden.

#### Bauausführung
Mit dem Bau des Sauerlandlinie wurde Anfang der 1960er Jahre begonnen, nachdem der Trassenbeschluss im November 1959 festgelegt wurde. Der erste kurze Abschnitt konnte schon 1963 fertiggestellt werden, dabei handelte es sich um den 4 km langen Teil zwischen dem Westhofener Kreuz und der Anschlussstelle Dortmund-Süd. Zusammen mit diesem ging das Westhofener Kreuz an der Autobahn Hamburg–Köln, der heutigen BAB 1, in Betrieb.
Drei Jahre nach Arbeitsaufnahme im Autobahn-Neubauamt Lüdenscheid begann 1963 dann der aufwändige Bau der Gebirgsstrecke im nördlichen Steigungsabschnitt von Hagen nach Lüdenscheid. Der Bau der zahlreichen Talbrücken ging zunächst sehr zügig voran, sodass sich eine Komplettfreigabe der Strecke für Ende 1967 abzeichnete. Die Eröffnung verzögerte sich um ein paar Monate, zumal die Rahmedetalbrücke erst im Oktober 1967 fertiggestellt wurde und der darauffolgende Winter die Arbeiten zwangsweise ruhen ließ. Der Abschnitt zwischen dem Kreuz Hagen und der Anschlussstelle Lüdenscheid (damals Lüdenscheid-Ost) wurde schließlich nach etwas über 4 Jahren Bauzeit am 24. Oktober 1968 von Bundesverkehrsminister Georg Leber dem Verkehr übergeben. Die Baukosten für den rund 20 Kilometer langen Abschnitt betrugen ca. 165 Millionen DM, von denen allein 70 Millionen DM auf den Bau der sechs Talbrücken entfiel.
Nach zehn Jahren Bauzeit und 1,5 Mrd. DM Baukosten wurde am 26. Oktober 1971 das letzte Teilstück zwischen Lüdenscheid und Freudenberg freigegeben. Die offizielle Eröffnung der Sauerland-Linie mit Verkehrsminister Georg Leber und Bundeskanzler Willy Brandt fand auf der Raststätte Sauerland bei Lüdenscheid statt. Durch die Fertigstellung des Abschnittes reduzierte sich die Fahrtstrecke von Dortmund nach Frankfurt um ca. 15 % von 250 km (via Köln) auf 213 km.
Die nördliche Verlängerung von der Anschlussstelle Dortmund-Süd bis zum Endpunkt am Kreuz Dortmund-Nordwest wurde in zwei Etappen fertiggestellt: 1972 bis zum Kreuz Dortmund-West (damalige B 1, heutige A 40) und 1974 bis zum heutigen Endpunkt am Kreuz Dortmund-Nordwest (heutige A 2).

### 1970er Jahre: Bau derWetteraulinieGießen–Aschaffenburg

#### Findung der Linienführung
Eine Fortführung der Strecke von Gießen bis zur Autobahn Köln–Frankfurt–Würzburg–Nürnberg bei Aschaffenburg war bereits 1962 als Netzergänzung in den Planungen enthalten. Im Rahmen einer von 1963 bis 1965 durchgeführten Verkehrsuntersuchung wurden insgesamt sieben verschiedene Varianten der Streckenführung untersucht. Man entschied sich 1967 für den Planungsfall 6, der die Lage der Mainquerung und das Verknüpfungsbauwerk zur Autobahn Frankfurt–Nürnberg festlegte. Nachdem 1968 die Planungsunterlagen bei den hessischen und bayerischen Landesplanungsbehörden eingereicht wurden, wurde die Linienführung für den 72 km langen Abschnitt 1972 endgültig bestimmt. Insgesamt 12 km der Strecke liegen hier auf bayerischem Gebiet.

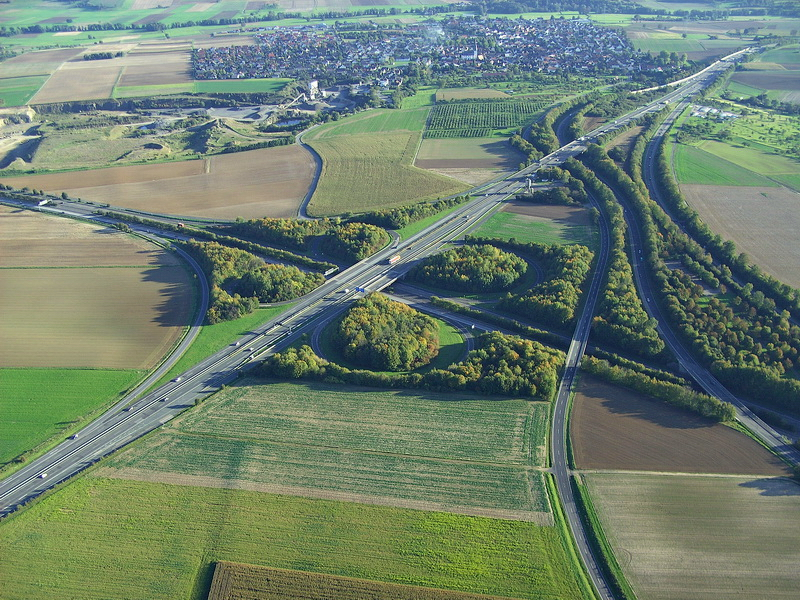
Gambacher Kreuz

Beim Bau des nördlichen Abschnittes war der Knotenpunkt bei Gießen mit der Autobahn Hamburg–Frankfurt–Basel (heute Gambacher Kreuz) bereits für einen Weiterbau nach Osten ausgelegt. Man nahm zunächst nur die zweispurigen Verbindungsrampen in Richtung Frankfurt in Betrieb, ehe nordöstlich der Einmündung in Richtung Süden ein Kreuzungsbauwerk in Form eines unvollständigen Kleeblattes gebaut wurde. Auf Verbindungsrampen von Norden nach Westen und umgekehrt wurde zugunsten der geplanten Autobahn Koblenz–Gießen–Hattenbacher Dreieck verzichtet.
Oberstes Ziel bei der Streckenführung war, einen möglichst großen Abstand zu besiedelten Ortschaften einzuhalten und gleichzeitig auf die wirtschaftlichen Bedingungen, etwa den Braunkohletagebau im Gebiet um Wölfersheim oder der landwirtschaftlichen Nutzflächen Rücksicht zu nehmen. Die Trasse folgt hier daher östlich von Münzenberg auf einem Rücken zwischen den Abbaufeldern der Tagebaue. Anschließend wird ein großes Waldgebiet durchquert und zunächst das Nidda-, dann das Niddertal erreicht, ehe der westlichste Ausläufer des Vogelsberg durchquert und das Kinzigtal bei Langenselbold erreicht wird.
Für die Weiterführung von Hanau nach Aschaffenburg war ursprünglich eine Trasse östlich von Niederrodenbach geplant, jedoch wurde aufgrund besserer Verknüpfung mit den damals geplanten Autobahnen Frankfurt–Hanau–Fulda (heute A 66) und Dieburg–Hanau (heute B 45 und B 43a, zeitweise A 683) die Trasse näher an Hanau herangeführt und ein Kreuzungsbauwerk westlich des Ortes errichtet.
Auf dem nun folgenden bayerischen Gebiet legte man die Strecke zwischen die beiden Siedlungsbereiche entlang des Mains um Karlstein und am Hang des Spessarts um Alzenau, ehe der Fluss überquert wird und 4 km hinter der Mainbrücke die Autobahn am Seligenstädter Dreieck wieder auf hessischem Gebiet endet. Der Knotenpunkt wurde bereits als voll ausgebautes Kleeblattkreuz errichtet, um eine spätere Verlängerung nach Süden in Richtung Stuttgart zu ermöglichen.
Nordöstlich von Hanau wurden im Zuge des Baus der Bundesautobahn Frankfurt–Hanau–Fulda gleich zwei Knotenpunkte gebaut, samt 3 km langer gemeinsamer Trasse. Eine andere Verkehrsführung war aufgrund diverser Bedingungen bei der Streckenplanung nicht möglich gewesen.
Insgesamt wurde die Strecke in diesem Abschnitt mehr an die Landschaft angepasst, trotzdem beträgt die maximale Längsneigung weniger als 4 %. Im Gegensatz zum nördlicheren Teil wählte man beim Bau einen Regelquerschnitt von 37,50 m, wobei der Mittelstreifen eine Breite von 12,50 m aufweist. Dadurch kann zum Mittelstreifen hin pro Fahrtrichtung jeweils eine weitere Fahrspur angebaut werden, ohne dass an den Anschlussstellen und Brückenbauwerken größere Umbauarbeiten stattfinden müssen. Da die Autobahn aber nie über die A 3 hinaus verlängert wurde und somit auch dreißig Jahre nach Freigabe nur verhältnismäßig schwach frequentiert ist, ist es fraglich, ob dieser Ausbau je stattfinden wird.

#### Bauausführung
Der Bau der Strecke Gießen–Aschaffenburg begann Mitte der 1970er Jahre im Abschnitt zwischen der Anschlussstelle Florstadt und dem Langenselbolder Dreieck, der 1976 fertiggestellt wurde. 1977 folgte der Abschnitt von der Anschlussstelle Wölfersheim zur Anschlussstelle Florstadt. Im Jahr darauf wurde mit Inbetriebnahme der Abschnitte Gambacher Kreuz–Wölfersheim und Langenselbolder Dreieck–Seligenstädter Dreieck der Abschnitt komplett fertiggestellt. Die Bauvorschriften erlaubten wegen der großen Breite des (grünen) Mittelstreifens einen Verzicht auf die sonst üblichen Leitplanken. Nach mehreren schweren Unfällen, bei denen Fahrzeuge durch Fahrfehler auf die Gegenfahrbahn gekommen waren, wurden auch hier Leitplanken durchgängig nachgerüstet.
Die Arbeiten zwischen dem Langenselbolder und dem Seligenstädter Dreieck begannen im Jahr 1976. Etwa 12 km der Strecke bei Alzenau und Karlstein liegen dabei auf bayerischem Gebiet und fallen daher unter die Zuständigkeit der Autobahndirektion Nürnberg bzw. heutige Autobahndirektion Nordbayern. Herausragendstes Bauwerk ist die 450 m lange Mainbrücke Mainflingen einige Kilometer vor dem Autobahnende bei Mainhausen. Für eine damals noch geplante Weiterführung durch den Odenwald in Richtung Stuttgart wurde der Knotenpunkt mit der BAB 3 als Autobahnkreuz in Kleeblatt-Form errichtet, wobei alle Rampen bereits gebaut, allerdings noch nicht genutzt wurden. Der Knotenpunkt trug daher zunächst den Namen Seligenstädter Kreuz. Dieser Abschnitt wurde am 26. Juni 1978 dem Verkehr übergeben.
Nachdem 1980 die Pläne für eine Weiterführung nach Stuttgart aufgegeben und 1986 schließlich auch die nunmehr vorgesehene südliche Verlängerung um einige Kilometer bis zur B 26 gestrichen wurde, nannte man das halbfertige Autobahnkreuz in Seligenstädter Dreieck um. Der Ortsname wurde beibehalten, obwohl sich das Dreieck auf dem Gebiet der Gemeinde Mainhausen und nicht der Stadt Seligenstadt befindet. Der östliche Bereich liegt auf bayerischem Grund und gehört zum Gemeindegebiet von Stockstadt am Main.

### Liste der Verkehrsfreigaben
| Abschnitt                                        | Jahr | km      |
| ------------------------------------------------ | ---- | ------- |
| AD Dortmund-Nordwest – AS Dortmund-West          | 1974 | 10,5 km |
| AS Dortmund-West – AS Dortmund-Süd               | 1971 | 10,2 km |
| AS Dortmund-Süd – Westhofener Kreuz              | 1963 | 04 km   |
| Westhofener Kreuz – AK Hagen                     | 1967 | 08 km   |
| AK Hagen – AS Lüdenscheid-Ost                    | 1968 | 20 km   |
| AS Lüdenscheid-Ost – AS Freudenberg              | 1971 | 48,4 km |
| AS Freudenberg – AS Siegen-Eisern                | 1968 | 13 km   |
| AS Siegen-Eisern – AS Haiger/Burbach             | 1967 | 14 km   |
| AS Haiger/Burbach – AS Dillenburg                | 1968 | 08 km   |
| AS Dillenburg – AS Herborn-Süd                   | 1969 | 12 km   |
| AS Herborn-Süd – AS Ehringhausen                 | 1970 | 08 km   |
| AS Ehringhausen – AS Wetzlar-Ost                 | 1971 | 15,4 km |
| AS Wetzlar-Ost – Gambacher Kreuz                 | 1966 | 18,3 km |
| Gambacher Kreuz – AS Wölfersheim                 | 1978 | 13,1 km |
| AS Wölfersheim – AS Florstadt:                   | 1977 | 13,0 km |
| AS Florstadt – Langenselbolder Dreieck           | 1976 | 22,4 km |
| Langenselbolder Dreieck – Seligenstädter Dreieck | 1978 | 23,1 km |

### Nummerierung
Im Plan zum Ausbau der Bundesfernstraßen in den Jahren 1971 bis 1985 war der gesamte Streckenzug von Dortmund über Gießen und Aschaffenburg nach Stuttgart unter der internen Bezeichnung „Autobahn 13“ enthalten. Zur damaligen Zeit wurde auf den Hinweistafeln lediglich auf Bundes- und Europastraßen hingewiesen. Mit Einführung des neuen Nummerierungssystems zum 1. Januar 1975 wurde die Strecke Olfen–Dortmund–Gießen–Aschaffenburg–Kirchheim u. T. als Bundesautobahn 45, kurz BAB 45 gewidmet. Zu diesem Zeitpunkt war der Abschnitt Dortmund–Gambacher Kreuz fertiggestellt und die Fortsetzung zum Seligenstädter Dreieck in Bau.

## Nicht ausgeführte Streckenpläne

### Geplante südliche Verlängerung (Odenwald-Neckar-Alb-Autobahn)

A 45-Planung; blau: heutiger Autobahnausbau, orange: geplant im Jahr 1976

In den 1960er- und 1970er-Jahren war geplant, die Autobahn als „Odenwald-Neckar-Alb-Autobahn“ (ONAA) südlich über die A 3 hinaus über Schaafheim, Raum Groß-Umstadt, Sandbach (Breuberg) (B 426), Rimhorn, Vielbrunn, Boxbrunn im Odenwald bei Michelstadt (B 47), Würzberg, Hesselbach (Hesseneck), Schloßau (Mudau), Mudau-Reisenbach, Waldbrunn (Odenwald), Reichenbuch bei Mosbach (B 37), Asbach (Obrigheim) (B 292), Helmstadt-Bargen, Untergimpern, Kirchardt (Autobahnkreuz mit A 6), Massenbachhausen, Schwaigern (B 293), Nordheim (Württemberg) bei Lauffen (Autobahndreieck mit A 83), Talheim (B 27), Neckarwestheim, Mundelsheim (Autobahnkreuz mit A 81), Steinheim an der Murr, Rielingshausen, Kirchberg an der Murr, Burgstetten, Waldrems bei Backnang (B 14), Berglen, Winterbach (Autobahnkreuz mit A 87), Lichtenwald, Reichenbach an der Fils (Autobahnkreuz mit der A 80) und Kirchheim unter Teck (B 297) bis zur A 8 bei Holzmaden zu verlängern.
Diese bereits recht weit entwickelte Planung wurde jedoch im Jahr 1979 durch die baden-württembergische Landesregierung aus ökologischen Gründen offiziell aufgegeben. Die Strecke war im Bedarfsplan des Zweiten Gesetzes vom 25. August 1980 zur Änderung des Gesetzes über den Ausbau der Bundesfernstraßen in den Jahren 1971 bis 1985 (BGBl. 1980, Teil I, S. 1614) nicht mehr enthalten. Allerdings war weiterhin auf der bisherigen Trasse der A 45 der Neubau einer Bundesstraße zwischen der A 6 und der A 81 (zweistreifig, Dringlichkeitsstufe II), zwischen der A 81 und der B 14 bei Backnang (vierstreifig, Dringlichkeitsstufe I, „Autobahnzubringer“, vgl. frühere L1115, heutige B328 etwas weiter nördlich) sowie zwischen Backnang und der A 8 bei Kirchheim unter Teck (zweistreifig, Dringlichkeitsstufe II) geplant. Vom Seligenstädter Kreuz sollte die A 45 noch zur A 680/B 26 Darmstadt – Aschaffenburg fortgeführt werden.
Das Dritte Gesetz vom 21. April 1986 zur Änderung des Gesetzes über den Ausbau der Bundesfernstraßen (BGBl. 1986, Teil I, S. 557) führte zur Streichung auch dieser Vorhaben.

### Geplante nördliche Verlängerung
Bereits im Bundesverkehrswegeplan der Jahre 1973 bis 1985 war eine vierstreifige, autobahnähnliche Verlängerung nördlich des Autobahnkreuzes Dortmund-Nordwest als B 235n über Waltrop und Datteln mit Anbindung an die alte B 235 vorgesehen. Zwischen Olfen, Dülmen, Coesfeld, Ahaus und Gronau sollte sich ein zweistreifiger Neubau der B 474n anschließen. Mit der Neustrukturierung des Autobahnnetzes ab 1. Januar 1975 war die Fortführung der A 45 bis in den Raum Olfen geplant. Nördlich von Olfen wurde der Bau einer Autobahn hingegen nicht beabsichtigt. Im Raum Olfen hätte die A 45 die früher geplante, aber nie realisierte Lipperandautobahn gekreuzt. Das erklärt auch, warum die Nummerierung der Anschlussstellen der A 45 mit der Nummer 2 beginnt. Im Zweiten Gesetz vom 25. August 1980 zur Änderung des Gesetzes über den Ausbau der Bundesfernstraßen in den Jahren 1971 bis 1985 (BGBl. 1980, Teil I, S. 1614) war die Verlängerung der A 45 gestrichen. Stattdessen sollte zwischen dem Kreuz Dortmund-Nordwest und Dülmen der Neubau der B 474n erfolgen (Dringlichkeitsstufe I), im Abschnitt der OU Waltrop ein vierstreifiger Ausbau. Das Dritte Gesetz vom 21. April 1986 zur Änderung des Gesetzes über den Ausbau der Bundesfernstraßen (BGBl. 1986, Teil I, S. 557) sah den Abschnitt südlich Dülmen – Olfen nur noch als weitere Planung vor. Der Abschnitt Olfen – Kreuz Dortmund-Nordwest war zwar weiterhin im vordringlichen Bedarf enthalten, jedoch nur noch als zweistreifiger Bundesstraßenneubau. Bei der OU Dülmen handelte es sich um ein bereits laufendes Vorhaben. Im Bundesverkehrswegeplan 2003 sind folgende Streckenabschnitte der A 45 zur Realisierung als B 474 noch enthalten:
- OU Waltrop (8,4 km, vierstreifig, vordringlicher Bedarf)
- OU Datteln (3,3 km, zweistreifig, vordringlicher Bedarf)

Gegen die Ortsumgehung Datteln waren Klagen gegen den Planfeststellungsbeschluss beim Oberverwaltungsgericht für das Land Nordrhein-Westfalen anhängig, die jedoch am 18. Januar 2013 abgewiesen wurden. Gegen die Nichtzulassung der Revision hat der Bund für Umwelt und Naturschutz Deutschland (BUND e. V.) Beschwerde zum Bundesverwaltungsgericht eingelegt, das diese Entscheidung im Januar 2014 aufgehoben und an das Oberverwaltungsgericht zurückverwiesen hat.
Im Bundesverkehrswegeplan 2003 sind ferner die OU Dülmen (B 474, 2 Bauabschnitte, insgesamt 11 km, zweistreifig, vordringlicher Bedarf) und die OU Olfen (B 474, 6 km, zweistreifig, weiterer Bedarf) enthalten, die jedoch zu keinem Zeitpunkt Bestandteil der Planungen zur A 45 waren.

## Verkehrliche Bedeutung
Sieben Jahre nach Planfeststellungsbeschluss erstellte das Ingenieurbüro Kocks, das bereits die Untersuchung über den Straßenquerschnitt der Autobahnplanung durchführte, erneut ein verkehrliches Gutachten. Initiatoren waren Abgeordnete des Bundestags, einiger Landtage sowie kommunale und wirtschaftliche Vereinigungen aus dem Gebiet der von der Autobahn tangierten Regionen, die sich in einer Arbeitsgemeinschaft Autobahn Dortmund–Hagen–Siegen–Gießen zusammenschlossen. Zu diesem Zeitpunkt war die Autobahn noch größtenteils in Bau, lediglich Abschnitte zwischen Dortmund und Hagen sowie zwischen Wetzlar und Gambach waren fertiggestellt.
Das volkswirtschaftlich und raumplanerisch ausgerichtete Gutachten kam zu dem Ergebnis, dass eine durchgehende Strecke Dortmund–Gießen sowohl die Fahrzeit gegenüber der alten Strecke über die Autobahn Köln–Frankfurt stark verringerte, als auch enorme Betriebskosten durch Entlastung jener Strecke einsparte. Ungefähr die Hälfte der eingesparten Betriebskosten entfielen dabei auf den Freizeit- und Erholungsverkehr zwischen Ballungsräumen und Mittelgebirgsregion. Für den Güterfernverkehr zwischen Nordseeküste und Südeuropa wurde die Autobahnverbindung als sehr bedeutsam eingestuft.
Die heute am stärksten befahrenen Abschnitte der BAB 45 befanden sich 2015 zwischen dem Westhofener Kreuz und der Anschlussstelle Schwerte-Ergste sowie auf dem gemeinsamen Teilstück mit der BAB 66 zwischen dem Langenselbolder Dreieck und dem Hanauer Kreuz, die jeweils über 90.000 Fahrzeuge durchschnittlich pro Tag aufweisen. Im gesamten Gebirgsabschnitt zwischen dem Westhofener und dem Gambacher Kreuz befahren täglich durchschnittlich 50.000 bis 60.000 Fahrzeuge die Autobahn, der Abschnitt vom Gambacher Kreuz bis zum Seligenstädter Dreieck weist allgemein eine geringere Verkehrsbelastung auf, hier sind es, mit Ausnahme der doppelt nummerierten Trasse bei Hanau, 30.000 bis 40.000 Fahrzeuge.

## Brückenschäden und Brückenneubauten

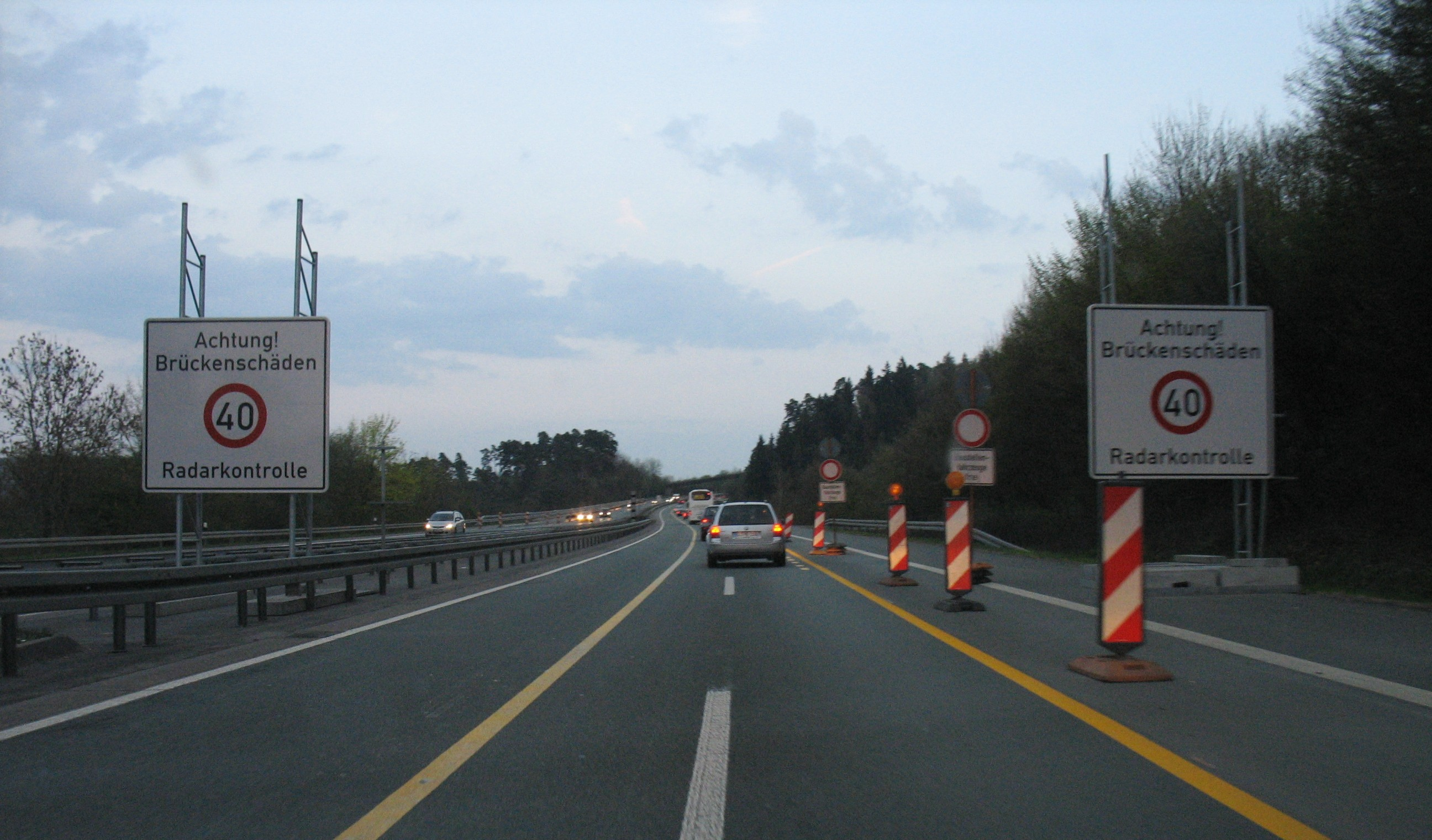
Tempo 40 auf der Windelbachtalbrücke

Im Januar 2022 wurde in einer Studie festgestellt, dass alle 60 Talbrücken im Verlauf der Sauerlandlinie langfristig ersetzt werden müssen, weil sie marode sind und dem Verkehr nicht mehr standhalten. Noch 2015 wurde von nur elf Brücken ausgegangen, die saniert werden müssten. Die Sanierung sollte die Nutzbarkeit der Brücken für weitere zehn Jahre ermöglichen, ehe sie durch Neubauten ersetzt werden.
Im März 2010 wurden die Erstellung der Konzepte zum Abbruch und die Planung der Ersatzneubauten für 16 Brückenbauwerke zwischen dem Gambacher Kreuz und der Landesgrenze Hessen/NRW ausgeschrieben. Sämtliche neu zu bauenden Brücken sollen dabei für einen sechsstreifigen Querschnitt ausgelegt werden.
Auch im nordrhein-westfälischen Abschnitt der A 45 sind viele der Brücken aufgrund der Untersuchungen und Nachberechnungen entweder erheblich nachzurüsten oder teilweise auch komplett zu ersetzen. Zudem soll auch hier der gesamte Abschnitt zwischen Dortmund und Hessen dreispurig ausgebaut werden. Ein spektakuläres Projekt ist dabei der seit mehreren Jahren bereits laufende Neubau der Lennetalbrücke.
Im Verlauf der A 45 zwischen dem Gießener Südkreuz und der Landesgrenze zu Nordrhein-Westfalen weisen weitere Brücken Schäden auf. Deshalb gilt seit dem 12. Januar 2009 auf zehn weiteren Brücken für Lastkraftwagen ein Tempolimit von 60 km/h in beiden Richtungen, vor der Talbrücke Windelbach wurde ein Geschwindigkeitstrichter für LKW eingerichtet auf Autobahn-unübliche 40 km/h, um Scher- und Bremskräfte auf das Bauwerk zu verhindern. Schwer- und Gefahrguttransporte sowie Fahrzeuge mit mehr als 44 Tonnen zulässiges Gesamtgewicht dürfen weiterhin den Streckenabschnitt nicht passieren. Seit November 2010 ist die erste Bauphase, Überbau in Fahrtrichtung Gießen und Verkehrsumlegung auf diesen Brückenabschnitt abgeschlossen. Das Projekt wurde im Dezember 2012 mit der Verkehrsübergabe abgeschlossen.

### Blasbachtalbrücke
Bei der 1971 fertiggestellten Blasbachtalbrücke traten Risse (vorwiegend im Bereich von 0,2 mm Breite) auf, die Gegenstand eines bundesweit diskutierten Urteils des OLG Frankfurt wurden.

### Dilltalbrücke Haiger
Von 1999 bis 2002 wurde die Dilltalbrücke Haiger wegen Bauschäden durch einen Neubau ersetzt.
Seit Anfang 2009 finden der Ersatzneubau der Talbrücke Windelbach sowie die Sanierung der Ambachtalbrücke statt. Noch kurz vor Baubeginn musste wegen Frostschäden auf der Windelbachtalbrücke die A 45, Richtungsfahrbahn Wetzlar, kurzfristig gesperrt werden.

### Proteste gegen den Neubau der Sechsheldener Talbrücke
Seit 1968 überspannt die sechsspurige Talbrücke Sechshelden der Bundesautobahn 45 das Dorf Sechshelden. Da die Brücke den aktuellen Verkehrsbedingungen nicht mehr standhält, muss sie abgerissen werden. Gegen den Neubau an gleicher Stelle hat sich im Jahr 2010 die Bürgerinitiative „MuT“ („Menschen unter der Talbrücke“) gegründet. Die Bürgerinitiative fordert die Umsetzung einer selbst erarbeiteten „Tunnellösung“ und befindet sich in Gesprächen mit Haigerer, Wiesbadener und Berliner Politikern. Aufgrund hoher Mehrkosten fordert der Bund jedoch den Neubau an Ort und Stelle.

### Mainbrücke Mainflingen
Die Mainbrücke Mainflingen muss mit Stand 2017 ebenfalls in den kommenden Jahren durch einen Neubau ersetzt werden.

### Talbrücke Rahmede bei Lüdenscheid
Am 2. Dezember 2021 wurde die schadhafte Talbrücke Rahmede nahe Lüdenscheid und damit der Autobahnabschnitt zwischen Lüdenscheid Nord und Lüdenscheid voll gesperrt. Ein Neubau hatte ursprünglich bereits 2019 starten sollen. Nachdem man zunächst beabsichtigt hatte, die Brücke innerhalb von 3–4 Monaten für PKW zu ertüchtigen, wurde am 7. Januar 2022 bekannt, dass die Brücke nicht mehr befahren werden kann. Die Fertigstellung eines Ersatzneubaus soll fünf Jahre benötigen. Im September 2022 teilte das Bundesverkehrsministerium in einer Stellungnahme mit, dass die Sprengung der Brücke nicht mehr im Jahr 2022 stattfinden wird. Die Sprengung wurde für den 7. Mai 2023 geplant. Die Brücke wurde mit 150 Kilogramm Sprengstoff erfolgreich gesprengt.
Die Umleitungsstrecke führt ab Dortmund über die A 44 nach Kassel und dann die A 7 weiter in Richtung Frankfurt, alternativ die Bundesautobahn 1 ab dem Westhofener Kreuz bis Kreuz Leverkusen und ab dort über die A 3 nach Frankfurt. Da in Köln die Rheinbrücke Leverkusen ebenfalls neu gebaut wird, ist das Autobahnkreuz Leverkusen überlastet. Da die Autobahn A 45 große Bedeutung auch für den lokalen und regionalen Verkehr hat, verursachte die Sperrung erhebliche Probleme in und um Lüdenscheid.

### Talbrücke Landeskroner Weiher
Am 30. Oktober 2022 wurde das erste Teilstück der Talbrücke Landeskroner Weiher gesprengt.
Am 30. März 2025 wurde das zweite Teilstück der Talbrücke Landeskroner Weiher gesprengt.

## Sonstiges

### Tagesbruch bei Dortmund im Januar 2012
Am 17. Januar 2012 wurde zwischen der Anschlussstelle Dortmund-Süd und dem Autobahnkreuz Dortmund/Witten auf Höhe der Parkplätze „Flöz Mausegatt“ und „Johannes Erbstollen“ ein Tagesbruch am Mittelstreifen entdeckt. Die Autobahn wurde vollständig gesperrt. Es wurden bis zu drei Flöze entdeckt, die sich teilweise nur drei Meter unter der Erdoberfläche befinden und die teilweise bis zu 20 Meter tief reichen. 
80 Hohlräume wurden mit 800 Tonnen Zementgemisch gefüllt.

### Taumittelsprühanlagen
Der Abschnitt zwischen Hagen und Meinerzhagen ist aufgrund der klimatischen Gegebenheiten im Winter durch Eis und Schnee sowie das ganze Jahr über durch Nebel besonders stau- und unfallgefährdet. Seit den 1980er Jahren gibt es auf diesem Steigungsstück an den Talbrücken zwischen Hagen und Lüdenscheid-Nord Taumittelsprühanlagen sowie ein Verkehrswarnsystem zwischen Lüdenscheid-Süd und Drolshagen. Auch zwischen den Anschlussstellen Wilnsdorf und Haiger/Burbach gibt es eine Taumittelsprühanlage, da die Höhe von 500 Metern über der Seehöhe überquert werden muss.

### Abgelehnte Umbenennung des Autobahnkreuzes „Olpe-Süd“
Es gab Bestrebungen der Stadt Siegen, das Autobahnkreuz Olpe-Süd (A 4) in „Siegen-Nord“ umzubenennen. Begründet wurde dies damit, dass nach dem Weiterbau der A 4 und dem dortigen Anschluss an die Stadtautobahn Siegen („Hüttentalstraße“) das Oberzentrum Siegen von Norden her direkt angeschlossen ist. Das Bundesverkehrsministerium lehnte am 1. Februar 2005 einen Antrag der Stadt Siegen ab.

### Erweiterung der Parkplatzanlagen an der Bundesautobahn 45
Aufgrund der bundesweit 20.000 fehlenden LKW-Stellplätze will der Landesbetrieb Straßen NRW im Jahr 2013 die Parkplätze Schwiendahl und Brenscheid im Stadtgebiet von Lüdenscheid sowie zwei weitere Parkplätze außerhalb des Lüdenscheider Stadtgebietes erweitern. Die Kapazität der Rastanlage Schwiendahl soll von heute acht auf mehr als 20 Lastwagenplätze ausgebaut werden. Und der genau gegenüber liegende Parkplatz Brenscheid soll von derzeit 14 auf bis zu 26 Lkw-Stellplätze anwachsen. Die Grünflächen auf den Parkplätzen sollen dafür weitgehend verschwinden. Außerdem sollen entlang einer Fahrgasse zur Autobahn hin PKW-Plätze entstehen. Zudem soll es jeweils eine Umfahrung außen herum geben. Der Vorsitzende des Planungs- und Umweltausschusses der Stadt Lüdenscheid hält die geplanten Ausbauten der Parkplätze für sinnvoll, da durch den zunehmenden Verkehr die Frequentierung der Autobahn immer stärker werde.

### Beschilderung der Talbrücken
Die meisten Talbrücken im nordrhein-westfälischen Abschnitt der A 45 verfügten über Informationstafeln, die ursprünglich in blauer Farbe gehalten waren und Auskunft über den Namen der Brücke sowie die Höhe über dem Meeresspiegel, auf der sich die Fahrbahn der Talbrücke befindet, gaben. Um das Jahr 2013 wurden jedoch alle diese Schilder entfernt. Warum dies geschehen ist, ist nicht bekannt. Die ursprünglich in blau ausgeführten Pendants in Hessen wurden dagegen vor einigen Jahren erneuert.

### Grenzverlauf zwischen Hessen und Bayern
Obwohl die letzten ca. 13 km der Autobahn zwischen dem Hanauer Kreuz und der Anschlussstelle Mainhausen auf bayerischem Gebiet (Unterfranken, Landkreis Aschaffenburg) verlaufen, gibt es bei Fahrt in südliche Richtung auf dem gesamten Abschnitt kein an deutschen Autobahnen übliches Hinweisschild oder eine Unterrichtungstafel, dass man sich in Bayern befindet. Lediglich an den anders gestalteten blauen Wegweisertafeln erkennt man den Wechsel des Bundeslandes, da Hessen eine eigene Form der RWBA 2000 anwendet. Einen Hinweis, dass man das Bundesland wechselt, gibt es hier nur im Seligenstädter Dreieck auf der Verbindung von der A 45 zur A 3 nach Würzburg.
In nördlicher Fahrtrichtung ist es hingegen umgekehrt – auf der BAB 3 wird die Querung der Landesgrenze in Fahrtrichtung Frankfurt erst hinter dem Seligenstädter Dreieck ausgeschildert, ebenfalls befindet sich ein entsprechendes Schild auf der BAB 45 kurz vor dem Hanauer Kreuz – der Autofahrer wird somit nicht darauf hingewiesen, dass der südlichste Abschnitt der BAB 45 auf hessischem Gebiet liegt.

### Sender Mainflingen
Kurz vor dem Autobahnende am Seligenstädter Dreieck befindet sich unmittelbar am westlichen Fahrbahnrand gelegen eine Sendeanlage, die den Zeitzeichensender DCF77 beinhaltet.

### Zuständigkeiten der Autobahnmeistereien
Zum 1. Januar 2016 lagen die Zuständigkeiten für die A 45 wie folgt:
- Freistaat Bayern
  - im Bereich Anschlussstelle Alzenau-Nord (44) und Anschlussstelle Kleinostheim (47) bei der Autobahnmeisterei Hösbach.

### Wanderfalke als Brutvögel an Autobahnbrücke
An der Talbrücke Rahmede brüteten Wanderfalken. Auch mehr als 1000 Zwergfledermäuse hatten ihr Quartier in dem Bauwerk. Im Zuge des Abrisses wurden für die Arten Ausgleichs- und Kompensationsmaßnahmen durchgeführt; die beiden noch nicht flüggen Wanderfalken wurden dem Nest entnommen und anderen Paaren mit Jungvögeln untergeschoben. 30 Sekunden vor der Sprengung wurde eine kleine Sprengladung zur Vertreibung evtl. noch an oder in der Brücke befindlicher Tiere gezündet.